# Cantone di Le Puy-en-Velay-Sud-Ovest
Il Cantone di Le Puy-en-Velay-Sud-Ovest era una divisione amministrativa dell'Arrondissement di Le Puy-en-Velay.
A seguito della riforma approvata con decreto del 17 febbraio 2014 che ha avuto attuazione dopo le elezioni dipartimentali del 2015, è stato soppresso.

## Composizione
Comprendeva parte della città di Le Puy-en-Velay e il comune di Vals-près-le-Puy.